# Kelvin John
Kelvin Pius John (Morogoro, 10 juni 2003) is een Tanzaniaans voetballer die sinds 2024 uitkomt voor Aalborg BK.

## Clubcarrière
John ruilde in juni 2021 de Brooke House Football Academy voor KRC Genk, waar hij een contract voor drie seizoenen ondertekende. Hij maakte een deel van de voorbereiding op het seizoen 2021/22 mee met de A-kern en werd vervolgens bij de beloften gestald. In de UEFA Youth League was hij in vijf wedstrijden goed voor drie goals en twee assists. In de 2-4-zege tegen 1.FC Köln was hij goed voor twee goals, in de ronde daarop scoorde hij in de 1-2-zege tegen MTK Boedapest het winnende doelpunt. In de play-offwedstrijd tegen Chelsea FC, die Genk met 5-1 won, was hij dan weer goed voor twee assists.
Eind februari 2022 maakte Genk bekend dat John officieel mocht aansluiten bij de A-kern van de club. Op 3 april 2022 mocht hij officieel debuteren in het eerste elftal: in de competitiewedstrijd tegen KAS Eupen (5-0-zege) viel hij in de 81ste minuut in voor Junya Ito. Het zou uiteindelijk bij die ene officiële wedstrijd voor het eerste elftal van de club blijven, want in de twee daaropvolgende seizoenen kwam John uit voor Jong Genk, het beloftenelftal van de club die in 2022 instroomde in Eerste klasse B. In het seizoen 2022/23 was hij een vaste waarde onder Hans Somers en ontbrak hij slechts twee maanden door een enkelblessure, in het seizoen 2023/24 begon hij het seizoen onder Jelle Coen als titularis maar verdween hij geleidelijk aan uit beeld. In beide seizoenen was John goed voor twee competitiegoals voor Jong Genk.
In mei 2024 ondertekende John, die een aflopend contract had bij Genk, een vierjarig contract bij de Deense eersteklasser Aalborg BK.

## Clubstatistieken
| Seizoen         | Club            | Land                | Competitie      | Competitie | Competitie | Beker | Beker | Supercup | Supercup | Europees | Europees | Totaal | Totaal |
| Seizoen         | Club            | Land                | Competitie      | Wed.       | Dlp.       | Wed.  | Dlp.  | Wed.     | Dlp.     | Wed.     | Dlp.     | Wed.   | Dlp.   |
| --------------- | --------------- | ------------------- | --------------- | ---------- | ---------- | ----- | ----- | -------- | -------- | -------- | -------- | ------ | ------ |
| 2021/22         | KRC Genk        | Vlag van België     | Eerste klasse A | 1          | 0          | 0     | 0     | 0        | 0        | 0        | 0        | 1      | 0      |
| 2022/23         | Jong Genk       | Vlag van België     | Eerste klasse B | 20         | 2          | —     | —     | —        | —        | —        | —        | 20     | 2      |
| 2023/24         | Jong Genk       | Vlag van België     | Eerste klasse B | 21         | 2          | —     | —     | —        | —        | —        | —        | 21     | 2      |
| 2024/25         | Aalborg BK      | Vlag van Denemarken | Superligaen     | 23         | 0          | 4     | 2     | —        | —        | —        | —        | 27     | 2      |
| 2025/26         | Aalborg BK      | Vlag van Denemarken | 1. division     | 5          | 3          | 1     | 0     | —        | —        | —        | —        | 6      | 3      |
| Carrière totaal | Carrière totaal | Carrière totaal     | Carrière totaal | 70         | 7          | 5     | 2     | 0        | 0        | 0        | 0        | 75     | 9      |

Bijgewerkt op 18 augustus 2025.

## Interlandcarrière
John nam in 2019 met Tanzania –17 deel aan de Afrika Cup onder 17 in eigen land. Op 28 juli 2019 maakte hij zijn interlanddebuut voor Tanzania tegen Kenia.
| Interlands van Kelvin John                   | Interlands van Kelvin John    | Interlands van Kelvin John               | Interlands van Kelvin John    | Interlands van Kelvin John    | Interlands van Kelvin John    | Interlands van Kelvin John    |
| No.                                          | Datum                         | Wedstrijd                                | Uitslag                       | Soort Wedstrijd               | Doelpunten                    |                               |
| Als speler bij Serengeti Boys                | Als speler bij Serengeti Boys | Als speler bij Serengeti Boys            | Als speler bij Serengeti Boys | Als speler bij Serengeti Boys | Als speler bij Serengeti Boys | Als speler bij Serengeti Boys |
| -------------------------------------------- | ----------------------------- | ---------------------------------------- | ----------------------------- | ----------------------------- | ----------------------------- | ----------------------------- |
| 1.                                           | 28 juli 2019                  | Tanzania – Kenia                         | 0 – 0                         | Kwalificatie CHAN 2020        | -                             |                               |
| Als speler bij Brooke House Football Academy |                               |                                          |                               |                               |                               |                               |
| 2.                                           | 15 maart 2021                 | Kenia – Tanzania                         | 2 – 1                         | Vriendschappelijk             | -                             |                               |
| Als speler bij KRC Genk                      |                               |                                          |                               |                               |                               |                               |
| 3.                                           | 23 maart 2022                 | Tanzania – Centraal-Afrikaanse Republiek | 3 – 1                         | Vriendschappelijk             | -                             |                               |
| 4.                                           | 29 maart 2022                 | Tanzania – Soedan                        | 1 – 1                         | Vriendschappelijk             | -                             |                               |
| 5.                                           | 8 juni 2022                   | Tanzania – Algerije                      | 0 – 2                         | Kwalificatie Afrika Cup 2023  | -                             |                               |
| 6.                                           | 24 maart 2023                 | Oeganda – Tanzania                       | 0 – 1                         | Kwalificatie Afrika Cup 2023  | -                             |                               |
| 7.                                           | 25 maart 2024                 | Tanzania – Mongolië                      | 3 – 0                         | Vriendschappelijk             | 49'                           |                               |
| 8.                                           | 15 mei 2024                   | Soedan – Tanzania                        | 2 – 1                         | Vriendschappelijk             | -                             |                               |
| 9.                                           | 19 mei 2024                   | Soedan – Tanzania                        | 1 – 1                         | Vriendschappelijk             | -                             |                               |
| Totaal                                       | Totaal                        | Totaal                                   | Totaal                        | Totaal                        | 1                             |                               |

Bijgewerkt op 18 augustus 2025.

## Trivia
- In oktober 2020 werd hij door de Britse krant The Guardian opgenomen in de lijst van de 60 grootste voetbaltalenten geboren in het jaar 2003.[10]